# Луи Антоан дьо Сен Жюст
Луи Антоан Леон дьо Сен Жюст (на френски: Louis Antoine Léon de Saint-Just) е френски революционер от епохата на Френската революция от 1789 г., съратник на Робеспиер, роден на 25 август 1767 г. в Десиз край Ниверне, гилотиниран на 28 юли 1794 в Париж.

## Младежки години
Детството и младостта си Сен Жюст прекарва в Блеранкур. Баща му е кавалерийски капитан, който притежава малко селско имение. След завършването на гимназията на ораторианците в Соасон Сен Жюст завършва право в Реймс.
Независимият му характер си проличава още тогава. На деветнадесет години бяга от дома си, като залага ценни семейни предмети, и отива в Париж. Заловен е и прекарва известно време в изправително заведение, където пише сатиричната си поема „Органт“, в която критикува остарелите философски и политически възгледи на своето време. През 1787 г. се завръща в Блеранкур и работи за адвокатска кантора в Соасон.
Има висок чин в Националната гвардия и участва в първичното събрание на своя окръг за избор на депутати за Генералните щати, като се представя за по-възрастен, отколкото е в действителност.
Сен Жюст се включва активно и ентусиазирано в новото движение за обновяване на страната. Оттогава до последния му ден за него най-важни са родината и революцията, а всичко лично отстъпва на заден план. Започва кореспонденция с Робеспиер, към когото се обръща с писмо по дела на блеранкурската Комуна. В писмото предлага в случай на нужда да отстъпи семейното си имущество за общото дело.

## Политическа дейност
Сен Жюст е избран в Националния конвент през септември 1792 г. и е най-младият депутат, тъй като съвсем скоро е навършил необходимата възраст от 25 години. Става член на Якобинския клуб, но се дистанцира както от жирондистите, така и от монтанярите.
За първи път е забелязан в Конвента благодарение на речта си по повод процеса срещу крал Луи XVI, когато в пламенна реч Сен Жюст изразява становището, че не става въпрос за съдебен процес, а за политически акт. Кралят трябва да се съди не като гражданин според цивилните закони, а като „враг на народа, на неговата свобода и щастие“ и първи се обявява за смъртна присъда.

### Икономически възгледи
По-известна е ролята на Сен Жюст в реорганизацията на френската армия и печеленето на войната, докато неговите икономически и социални възгледи остават в сянка.
Сен Жюст държи добре обмислена реч по продоволствения въпрос на 29 ноември 1792 г. Наред с други монтаняри Сен Жюст вижда причината за икономическите проблеми в безконтролното печатане на асигнации, което се извършва по време на управлението на жирондистите.
Асигнациите наводняват пазара, но нямат никаква стойност за потребителите. Сен Жюст разкрива механизма на изкуствено създавания глад, защото реколтата през 1792 г. позволява изхранването на населението. От гледната точка на държавника Сен Жюст не подкрепя насилствените мерки в търговията, държавното определяне на цените на зърното, накърняването на собствеността. Но като човек дълбоко страда от бедността на санкюлотите. Решаването на проблема за него е в оземляване на селяните, в създаването на работа, а не в държавния контрол върху икономиката. Но под натиска на парижките санкюлоти все пак се прокарват от Конвента насилствени мерки в търговията, като се определя максимум за определени продукти.

### Армията
Сен Жюст е против неограничената власт на един пълководец, която може да стане опасна за републиката (реч от 28 януари 1793 г.).
Във втората си реч за армията той обосновава плана за сливането на два батальона доброволци с един линеен батальон, т.е. редовна войска, като войниците сами избират две трети от командния състав. Комисията забелязва познанията на Сен Жюст по военните въпроси, както и неговата твърдост и енергичност и го праща наред с други депутати в департаментите да ръководи мобилизацията от 24 февруари 1793 г.
По време на мисията си в Ардените през март 1793 г. Сен Жюст издава постановление за отваряне на пълните хамбари на емигрантите и принудителното засяване на пустеещите земи. Това постановление послужва като подтик Националният Конвент да издаде декрет за принудителното засяване земите на емигрантите.
Според Сен Жюст армията трябва да бъде еднородна, непоколебима, с дух и убеденост в победата.
Депутатът, изпратен с мисия в армията, е длъжен да смени неспособния генерал, да насърчи плахия офицер, да вдъхнови редника. За войника той трябва да е баща и приятел. Негова грижа е войникът да е нахранен и добре екипиран, да е възпитан в републиканските принципи и да не се чувства ощетен. Пратеникът на Конвента трябва да живее като обикновен войник – да спи в палатка, да яде от храната на войниците, да не дружи с генерала, по всяко време да е готов да изслуша всеки онеправдан.
Народният представител с мисия трябва да е решителен, да не отлага нищо за другия ден, да е строг, но справедлив. Нарежданията и заповедите да са кратки и ясни, разбираеми за всеки. Но той не се задоволява само със заповеди, той убеждава.

### Конституцията
Още от времето на първия си политически труд „Духът на френската революция и конституция“ Сен Жюст се интересува от въпроса за обществения договор. През април 1793 г. той се заема сериозно с разработването на нов проект за Конституция освен предложения на 15 февруари 1793 г. проект на Конституционната комисия.
През април и май 1793 г. Сен Жюст държи няколко речи за принципите на Конституцията, като особено набляга на единството на страната, а не на децентрализацията, защитавана от жирондистите. Един от принципите на Конституцията според него трябва да бъде изборността на всички отговорни длъжности, с което избирателите ще контролират правителството, администрацията, съдебните и военните власти. Друг принцип са всенародните обсъждания (референдумите).
След речите си през май Сен Жюст е включен първо в Конституционната комисия, а после и в Комитета за обществено спасение (КОС). Там той оглавява военната секция.

## Комитет за обществено спасение

### 1793
С доклада на Сен Жюст против лидерите на жирондистите се слага началото на поредица от доклади, които КОС възлага именно на него. Докладите му се отличават с оригиналност, задълбоченост и често безкомпромисност. Членовете на КОС всъщност са доволни, че Сен Жюст поема неприятната задача да изготвя обвинителните доклади и да управлява полицейската дейност на правителството.
Благодарение на голямата си ерудиция Сен Жюст бързо натрупва знания във военната област и работи решително за създаването на единна, боеспособна френска революционна армия. Той успява да убеди КОС да провежда гъвкава политика, като отчита обстоятелствата. „Единствено дързостта, съчетана с мъдрост изгражда изкуството да побеждаваме.“
На 10 септември 1793 г. Сен Жюст прочита в НК доклад, който пише по поръчение на КОС и в който излага вижданията си за личната ангажираност на всеки гражданин на републиката. Като врагове се разглеждат не само откритите роялисти и контрареволюционери, но и всички, които са равнодушни към републиката и не правят нищо за нея. В същия доклад той предлага и декрет от името на КОС, правителството да остане революционно до края на войната, което означава, че Конституцията няма да влезе в действие.
Със своите военни познания, с енергичност и най-вече с увличаща решителност Сен Жюст остава като един от хората, допринесли много за крайната победа на Франция над коалицията. Най-добре той се чувства на бойното поле, затова, макар и завръщайки се в Париж, бърза да се върне на фронта.
На 17 октомври 1793 г. КОС издава пълномощно на Сен Жюст и Льо Ба като комисари на Конвента в Елзас, където положението на Рейнската и Мозелската армии будят опасения.
В Страсбург, столицата на Елзас, двамата налагат спешни мерки: проверка на военните дажби, инспекция на армейския парк и командния състав, дисциплинарни наказания за провинили се офицери, създават комисия за подозрителните. Сен Жюст налага милионен принудителен заем на богатите граждани, за да реши отчасти паричния проблем на армията и да подпомогне бедните. След реквизициите са събрани около седемнадесет хиляди чифта обуща, около тридесет хиляди ризи, над хиляда шинела и др.
Той също така основава и училища, в които децата да изучават френски език.
Разследва и наказва виновните за отстъплението от Висамбургската линия генерали и офицери, на които преди време не е потърсена отговорност.
Комисарите поощряват демокрацията в армията. Оставят войниците сами да утвърждават офицерите си, подкрепят всичко, което заздравява братските отношения между войниците.
Безкомпромисен срещу небрежното носене на военните длъжности, Сен Жюст е и против крайностите на някои комисари, например в Лион и Марсилия. Той не одобрява изстъпленията на крайните революционни групировки, като „Пропагандата“ на Шнайдер, когото арестува и изпраща в Париж. Сен Жюст е и против престараването в арестуване на подозрителни. Известен е фактът, как освобождава едно дванадесетгодишно момче от ареста. По-късно това момче става известен писател – Шарл Нодие, който до края на живота си помни своя спасител.
С твърдост и дипломатичност Сен Жюст и Льо Ба успяват да синхронизират действията на генералите на Мозелската и Рейнската армии – Лазар Ош и Пишегрю. След поредица от победи и отстъпления най-после на 6 нивоз обединените армии навлизат в долината на Лаутер. Сен Жюст лично участва във военните действия. На 8 нивоз френската армия влиза в Ландау. Същия ден комисарите изпращат телеграма да Конвента: „Славата съпътства френската република.“ С това победната кампания в Елзас приключва.
Сен Жюст заедно с Льо Ба ръководи и действията по десния фланг на Северната армия. След няколко неуспешни опита за прекосяване на река Самбра и много загинали френската армия завзема Шарлероа, а на осми месидор, година II (1794 г.) армията, предвождана от генерал Журдан и Сен Жюст извоюва победа при Фльорюс, предрешила цялата кампания. Интервентите бягат на изток.

### 1794 г.
През февруари-март (вантоз) 1794 Сен Жюст изнася по поръчение на КОС няколко особено важни доклада.
След като „снизходителните“ повдигат въпроса за безпочвените гонения, КОС възлага на Сен Жюст да изготви доклад по този въпрос. Сен Жюст предлага следния декрет: арестуваните патриоти подлежат на освобождаване, собствеността на враговете на революцията се обявява за секвестирана, а те остават в затвора до края на войната, след което ще бъдат екстрадирани. С декрета от 13 вантоз всички комуни се задължават да направят списъци на безимотните патриоти, между които да се подели имуществото на враговете.
На 23-ти вантоз Сен Жюст изнася доклад против ебертистите, които малко преди това са имали намерение да организират гладни бунтове и са хвърлили неясни обвинения срещу правителството (КОС). На следващия ден Ебер и други водачи на корделиерите са арестувани.
На Сен Жюст КОС възлага и най-тежката задача: борбата срещу „снизходителните“ – Дантон и Камий Демулен, хора с огромен принос в революцията. Опасявайки се обаче, че те няма да бъдат така безропотни като ебертистите, КОС нарежда арестуването им преди прочитането на доклада на 11 жерминал. Със своя доклад Сен Жюст успява да хвърли в смут Конвента и да неутрализира първоначалното възмущение от ареста. Едновременно заразено от убедителността на оратора и уплашено от заплахите, събранието гласува декрет за съд над дантонистите.

## Последни дни
За разлика от фронта в Париж кризата се задълбочава. Мизерията и недоволството на народа растат. Всички са уморени от войната и терора. Буржоазията е нетърпелива да започне спокойно да трупа печалбите си. Подозрителността и страхът достигат връхната си точка. В двата комитета – КОС и КОБ личната неприязън измества всяко разумно и държавническо отношение към действителността от страна и на двата лагера.
В Конвента поради неясните заплахи на Робеспиер към „недобродетелните“, мнозина, които са се компрометирали, се страхуват
за живота си. Така се стига до преврата на девети термидор, когато Робеспиер, Сен Жюст, Кутон, Льо Ба и братът на Робеспиер – Огюстен Робеспиер са арестувани. На следващия ден общо двадесет и двама депутати и общински съветници, сред които и Сен Жюст, са екзекутирани.